# Херес (трасса)
Автодром Херес (исп. Circuito Permanente de Jerez) — гоночная трасса, находящаяся в городе Херес-де-ла-Фронтера, Испания. Принимала пять Гран-при Испании и два Гран-при Европы с 1986 по 1997 год.
Открыта 8 декабря 1985 года. С 1987 года используется для проведения этапов чемпионата мира в классе MotoGP, в 1986-1997 использовалась для проведения этапов Формулы-1 — Гран-при Испании и Гран-при Европы. На сегодняшний день используется командами Формулы-1 в качестве тестовой трассы.
В 2013 году последний поворот трассы получил имя Хорхе Лоренцо, а 3 мая 2018 года автодром был назван в честь Анхеля Ньето, скончавшегося в 2017 году. У входа на автодром также установлен бюст испанского мотогонщика.

## Конфигурация
Трасса Херес использовалась в гонках Формулы-1 в двух конфигурациях.
| Версия | Длина (м) | Гран-при       | Рекорд круга в квалификации             |
| Версия | Длина (м) | Гран-при       | Рекорд круга в гонке                    |
| ------ | --------- | -------------- | --------------------------------------- |
| 1986   | 4 218     | 5 (1986—1990)  | 1:18,387 (1990, Айртон Сенна)           |
| 1986   | 4 218     | 5 (1986—1990)  | 1:24,513 (1990, Риккардо Патрезе)       |
| 1994   | 4 428     | 2 (1994, 1997) | 1:21,072 (1997, Жак Вильнёв)            |
| 1994   | 4 428     | 2 (1994, 1997) | 1:23,135 (1997, Хайнц-Харальд Френтцен) |

### Этапы Гран-при Формулы-1
* Гран-при Европы выделены светло-синим фоном.
| Год  | Пилот (победитель) | Команда (победитель) | Отчёт |
| ---- | ------------------ | -------------------- | ----- |
| 1997 | Мика Хаккинен      | McLaren-Mercedes     | Отчёт |
| 1994 | Михаэль Шумахер    | Benetton-Ford        | Отчёт |
| 1990 | Ален Прост         | Ferrari              | Отчёт |
| 1989 | Айртон Сенна       | McLaren-Honda        | Отчёт |
| 1988 | Ален Прост         | McLaren-Honda        | Отчёт |
| 1987 | Найджел Мэнселл    | Williams-Honda       | Отчёт |
| 1986 | Айртон Сенна       | Lotus-Renault        | Отчёт |